# Ear Candy
Ear Candy è un album in studio del gruppo musicale statunitense King's X, pubblicato nel 1996 dalla Atlantic Records.

## Tracce
1. The Train – 3:06
2. (Thinking and Wondering) What I'm Gonna Do – 3:43
3. Sometime – 3:38
4. A Box – 4:40
5. Looking for Love – 2:59
6. Mississippi Moon – 3:11
7. 67 – 4:42
8. Lies in the Sand (The Ballad of...) – 3:53
9. Run – 3:28
10. Fathers – 3:21
11. American Cheese (Jerry's Pianto) – 2:54
12. Picture – 5:35
13. Life Going By – 4:04

Traccia bonus nell'edizione giapponese
1. Freedom – 3:33

## Formazione

### Gruppo
- Doug Pinnick – voce, basso
- Ty Tabor – voce, chitarra
- Jerry Gaskill – voce, batteria